# Olaf Metzel

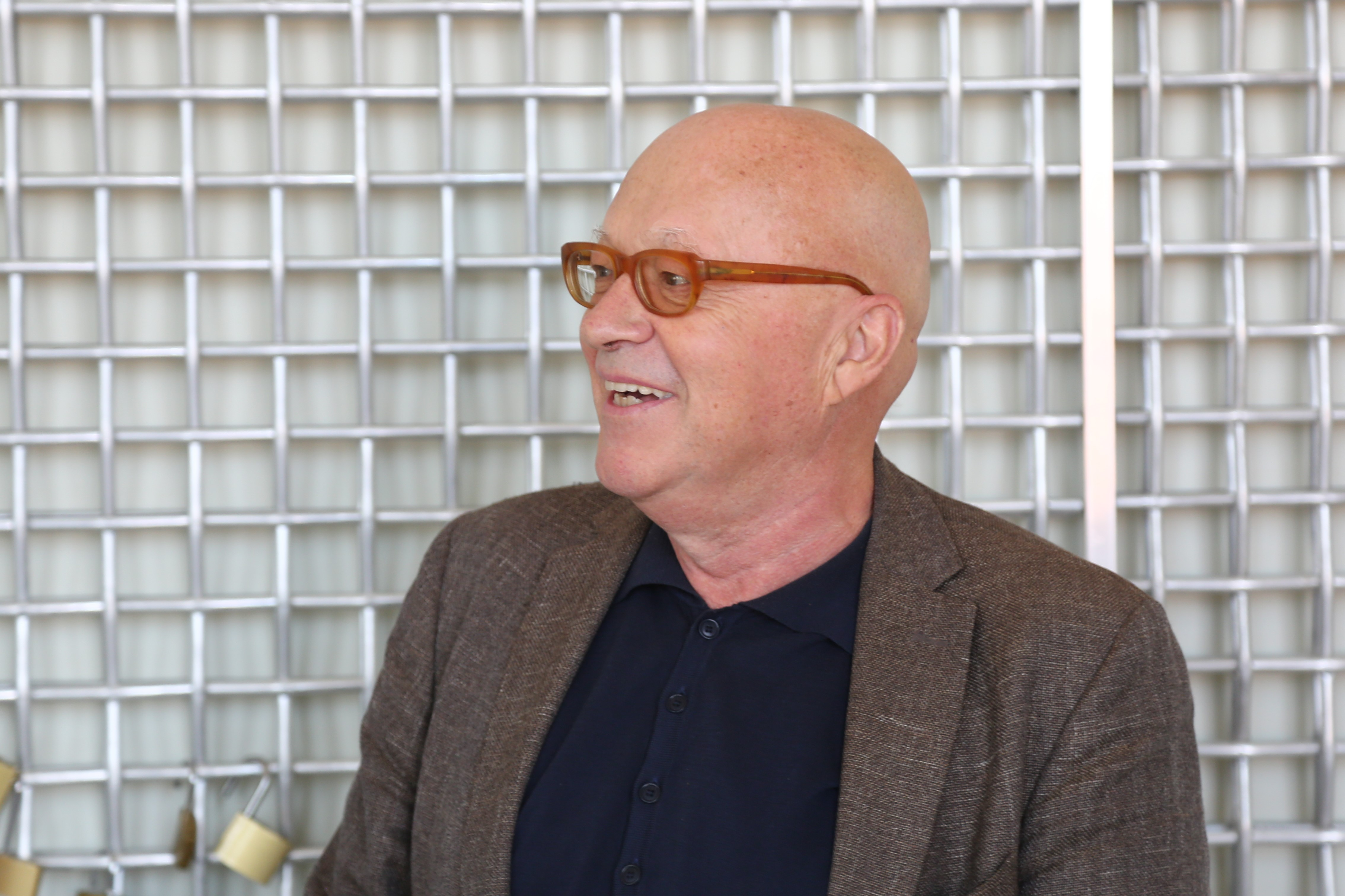
Olaf Metzel (2020)

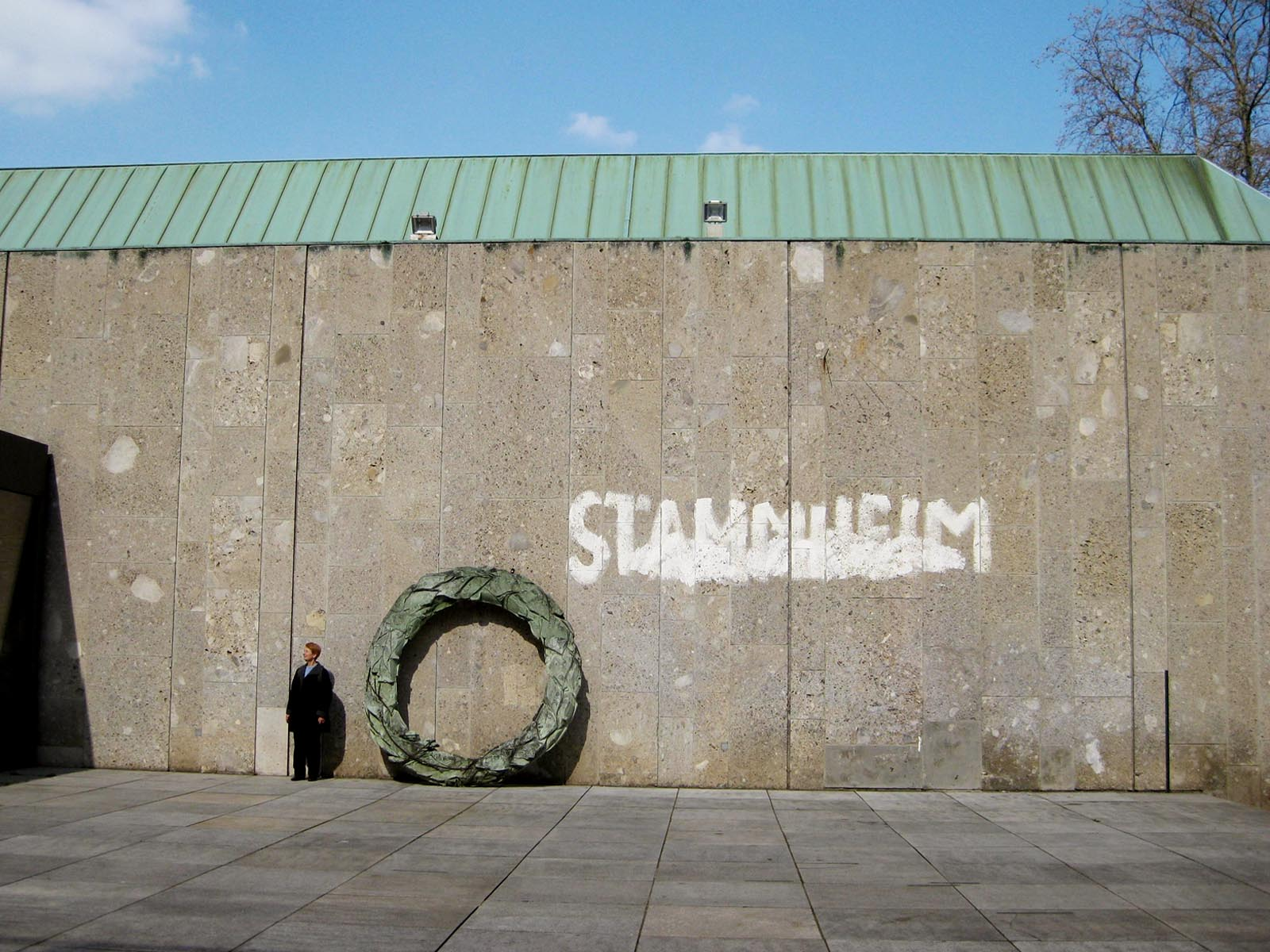
Stammheim (1984). Stuttgart

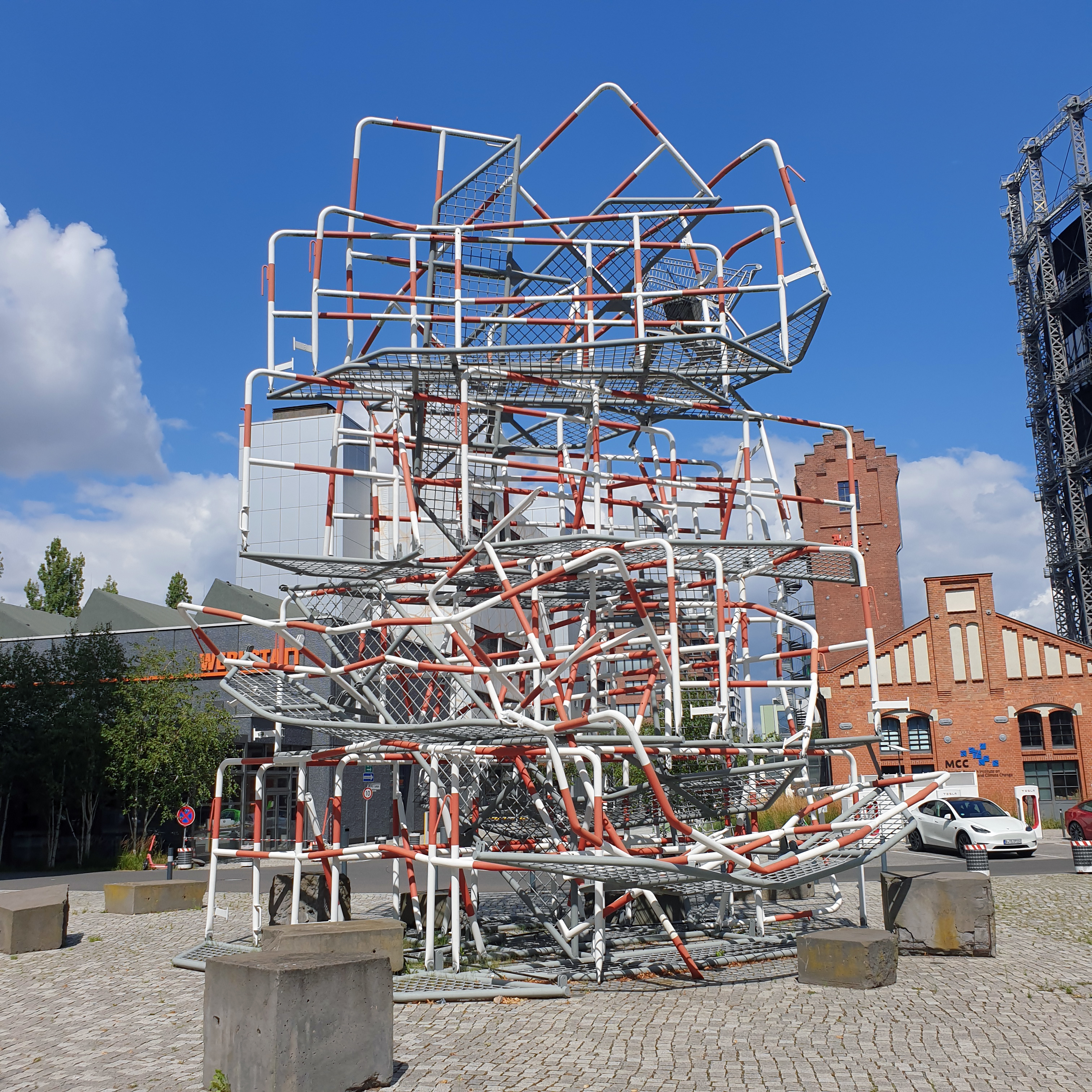
13.4.1981 auf dem EUREF-Campus in Berlin-Schöneberg

Olaf Metzel (* 14. Februar 1952 in Berlin) ist ein deutscher Bildhauer und Objektkünstler.
Provokation als Denkanstoß ist für ihn Teil seiner Kunst. Für seine Skulpturen verwendet er auch Teile, die als Schrott gelten, wie Absperrgitter beim „Randale-Denkmal“ in Berlin oder ausrangierte Stadionsitze beim Fußball-Projekt „Auf Wiedersehen“ in Nürnberg. In beiden Fällen kam es zu erheblichen Protesten in den jeweiligen Städten, was in Berlin zu einer Verlagerung der Skulptur führte.

## Leben
Von 1971 bis 1977 studierte er an der Freien Universität Berlin an der Universität der Künste Berlin.
1984 war er auf der Gruppenausstellung Von hier aus – Zwei Monate neue deutsche Kunst in Düsseldorf vertreten.
1987 nahm er an der documenta 8 in Kassel und an Skulptur.Projekte in Münster teil. Im selben Jahr besuchte er die Deutsche Akademie Rom Villa Massimo. 1997 war er ein weiteres Mal bei den Skulptur.Projekte vertreten.
1994 erhielt er den Arnold-Bode-Preis in Kassel und 1996 den Wilhelm-Loth-Preis der Stadt Darmstadt.
Seit 1990 ist Metzel Professor für Bildhauerei an der Akademie der Bildenden Künste München, wo er von 1995 bis 1999 Rektor war. 2012 kuratierte er die Ausstellung Circus Wols in der Weserburg Museum für moderne Kunst in Bremen.
Metzel lebt in München.

## Werke (Auswahl)

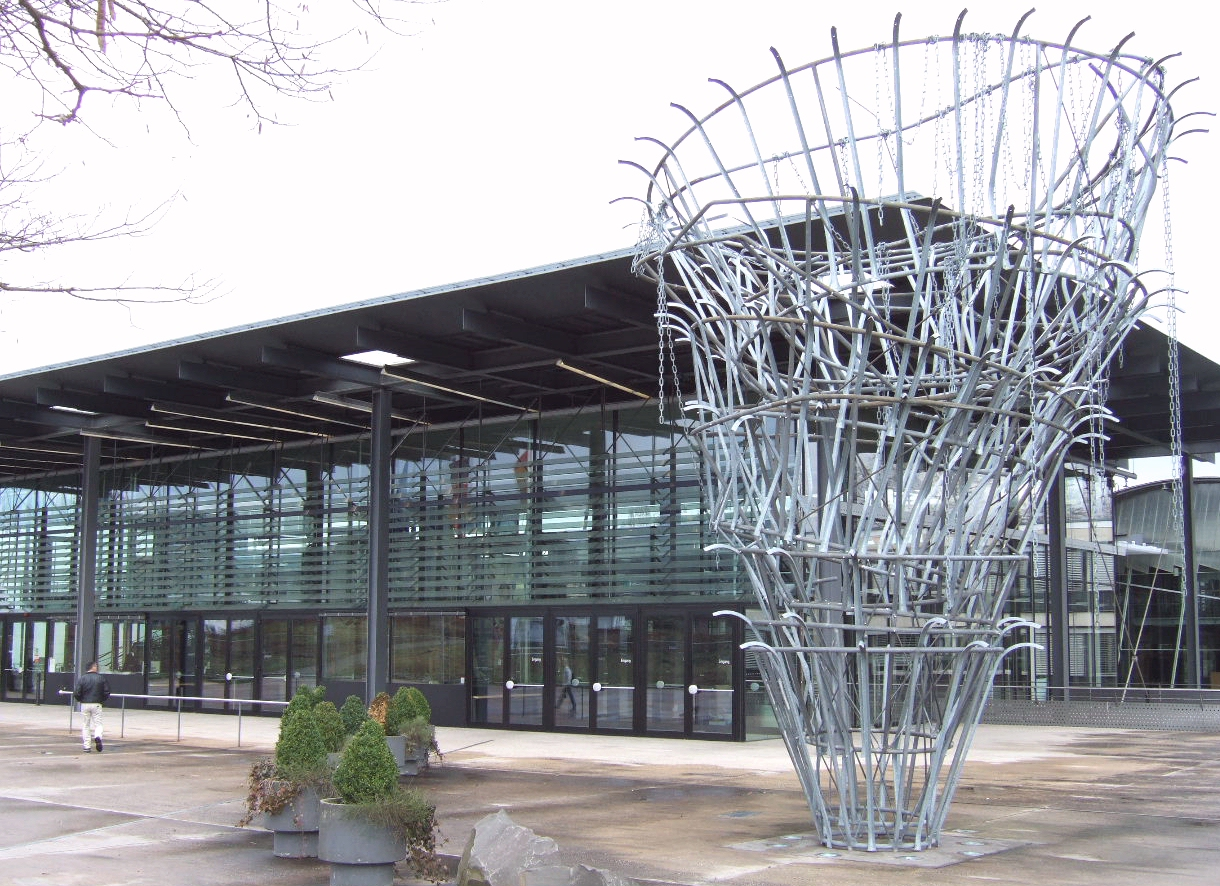
Meistdeutigkeit (1993). Vor dem Neuen Plenarsaal, Bonn

- 1981 „Boeckhstr. 7, 3. OG“ in Berlin-Wedding (Kunstaktion: Zerstörung eines Fabrikgebäudes)
- 1982 „Türkenwohnung Abstand 12 000 DM VB“ in Berlin (Kunstaktion)
- 1984 „Stammheim“ in Stuttgart
- 1987 13.4.1981 (Randale-Denkmal), Berlin (als Teil des Skulpturenboulevards am Kurfürstendamm, nach Protesten entfernt und im November 2001 neben dem ehemaligen Eierkühlhaus, Stralauer Allee, das kurz darauf zur Universal-Music-Group-Zentrale wurde, wieder aufgebaut.)[3]. Inzwischen steht es auf dem EUREF-Gelände.[4]
- 1993 „Meistdeutigkeit“ in Bonn (vor dem Abgeordneteneingang des Plenarsaalgebäudes, Skulptur aus verzinktem Stahl)
- 1999 „Turbokapitalismus“ in Berlin (Haus am Waldsee, Skulptur aus Stahlrohren)
- 2000 „Nicht mit uns“ in München-Riem (Willy-Brandt-Platz, volkstümlicher Name „Riem-Reibe“, zeitweise wegen Platzumbau abgebaut, seit 2005 wieder vorhanden)
- 2002 „Die Reise nach Jerusalem“ in München, Pinakothek der Moderne
- 2003 „Doppelrolle“ in Freiburg (Technische Fakultät der Universität Freiburg)
- 2005 Cash Flow, Aluminium und Acryl 765 × 500 cm im Eingangsbereich des IBC, Frankfurt am Main
- 2006 „Auf Wiedersehen“ in Nürnberg. Skulptur aus getürmten Stadionsitzen auf dem „Schönen Brunnen“ im Rahmen eines DFB-Kunstprojekts zur Fußball-WM 2006
- 2007 „Turkish Delight“ (Bronzeskulptur). Stand anfangs vor der Kunsthalle in Wien, wurde nach Vandalismus hereingenommen. Die Skulptur gehörte zur Ausstellung „60 Jahre – 60 Werke“ (eine Rückschau auf Kunst der Bundesrepublik Deutschland).
- 2010 Hartz IV wird 5, Happening
- 2013 „Noch Fragen?“. Lesesaal der Staatsbibliothek zu Berlin.
- „Erst rechts, dann links, dann immer geradeaus“ (Installation), München, U-Bahnhof Olympia-Einkaufszentrum[5]
- 2022 „Umsonst und draußen“, Brunnenskulptur auf dem Bauhausplatz im Domagkpark, München.[6]

## Ausstellungen (Auswahl)
- 1982 Kunstraum München

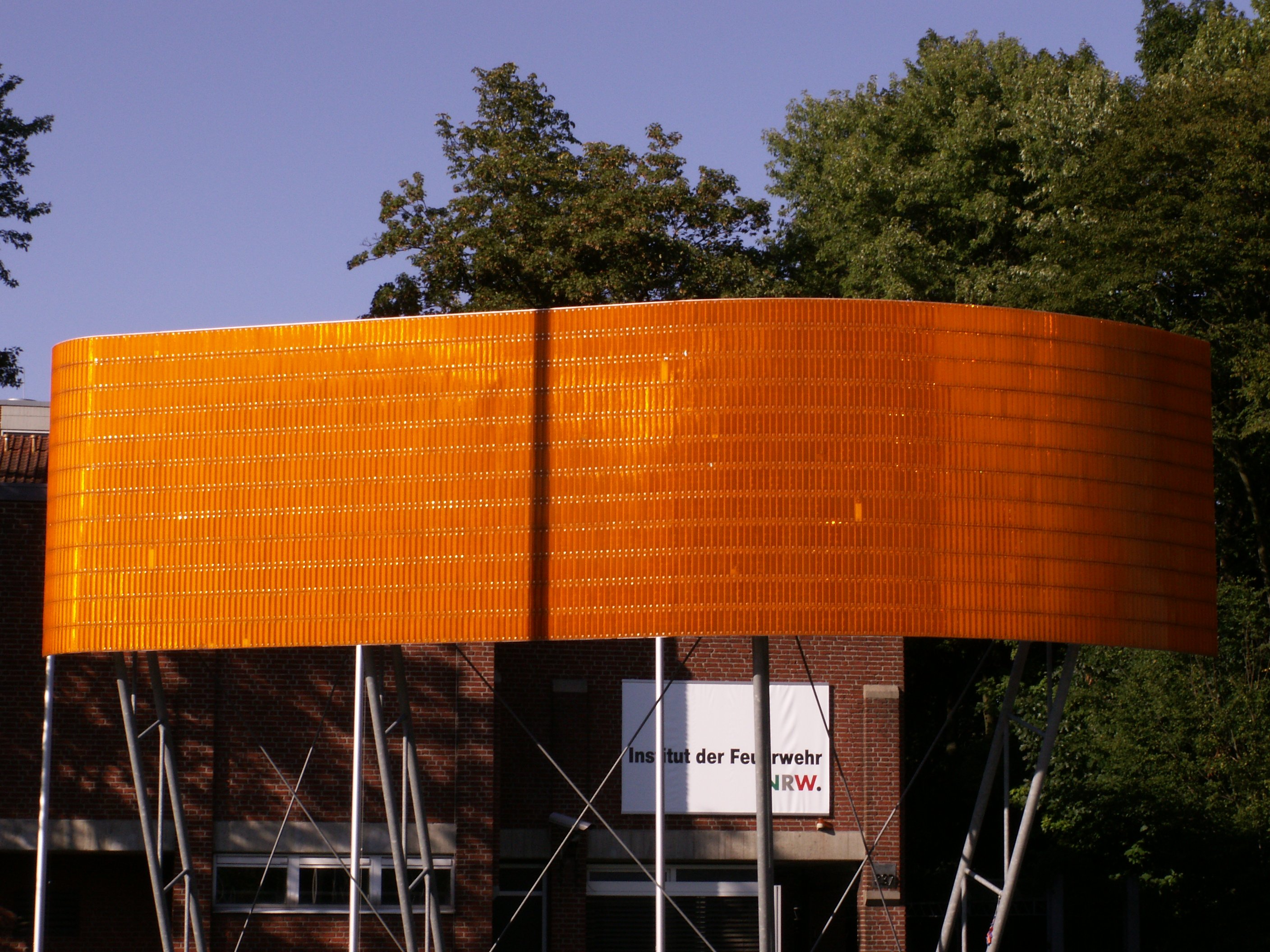
Reflexionswand. Münster

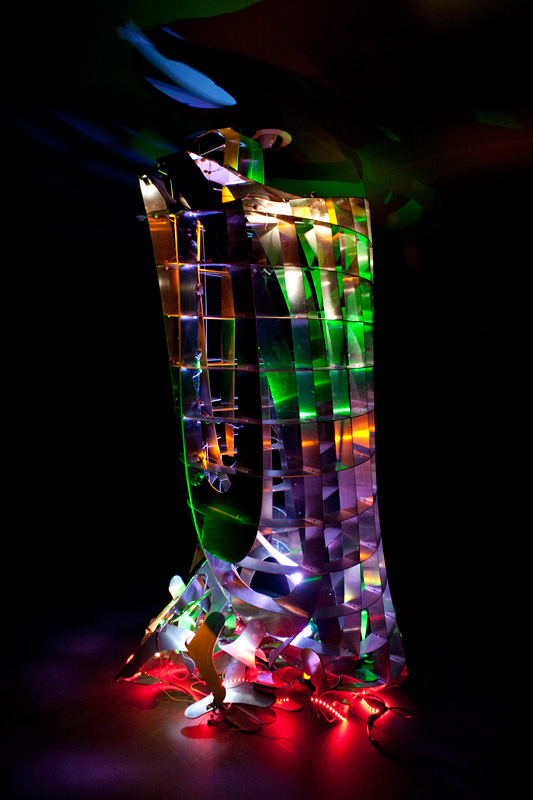
Schicht im Schacht (Turm für Duisburg) (2009/2010), Lichtkunstwerk zur Kulturhauptstadt 2010

- 1984 Von hier aus – Zwei Monate neue deutsche Kunst in Düsseldorf
- 1990 LWL-Landesmuseum für Kunst und Kulturgeschichte, Münster
- 1992 Staatliche Kunsthalle Baden-Baden
- 1992 Hamburger Kunsthalle
- 1996 Städtische Galerie im Lenbachhaus, München
- 1996 Wilhelm Lehmbruck Museum, Duisburg
- 1999 Haus am Waldsee, Berlin
- 1999 Villa Arson, Nizza
- 2001 Institut Mathildenhöhe Darmstadt
- 2002 Kunstraum München
- 2003 Pinakothek der Moderne, München
- 2006 Staatsgalerie, Stuttgart
- 2007 Von der Heydt-Museum, Wuppertal
- 2009 Synagoge Stommeln, Stadt Pulheim: Installation „Sprachgitter“
- 2010 Museum Küppersmühle für Moderne Kunst, Duisburg
- 2010 Wilhelm Lehmbruck Museum, Zentrum für Internationale Skulptur, Duisburg
- 2013 Kunsthalle Vogelmann, Heilbronn
- 2014  Olaf Metzel – Gelbes Mauerstück, Galerie Wentrup, Berlin, 11. März bis 19. April 2014
- 2015 Deutsche Kiste, Neues Museum, Nürnberg, 13. November 2015 bis 14. Februar 2016
- 2016 Sixpack, Galerie Klüser, München, 25. Februar bis 23. April 2016
- 2018 Olaf Metzel at Ein Herod, Mishkan Museum of Art, Israel
- 2024: Deutschstunde, Schloss Belvedere

## Auszeichnungen
- 1990 Kurt-Eisner-Preis
- 1994 Arnold-Bode-Preis der documenta – Stadt Kassel
- 1996 Wilhelm-Loth-Preis
- 2001 Ernst Barlach Preis
- 2005 Kunstpreis der Landeshauptstadt München
- 2010 Lichtwark-Preis
- 2013 mfi Preis für Kunst am Bau
- 2016 Kulturpreis Bayern[7]
- 2017 Aufnahme in die Bayerische Akademie der Schönen Künste[8]
- 2018 Jerg-Ratgeb-Preis